# 広瀬正雄
広瀬 正雄（ひろせ まさお、廣瀨 正雄、1906年〈明治39年〉7月3日 - 1980年〈昭和55年〉12月3日）は、日本の政治家。大分県日田市長。衆議院議員（自由民主党所属）。佐藤内閣で郵政大臣を務めた。

## 来歴・人物
中国の廈門市に生まれる。広瀬貞治の長男。日田郵便局長となる父・貞治とともに帰国し、大分県日田市で育つ。
1924年、福岡県立中学修猷館、1926年、第五高等学校文科甲類を経て、東京帝国大学に進むが病気で中退し、1931年、九州帝国大学法文学部を卒業する。
日田郵便局長、熊本逓信講習所長を経て、1945年から日田市長を3期務めた後、1952年、第25回衆議院議員総選挙で大分1区から衆議院議員に立候補して当選し、以来10期連続当選を果たす（当選同期に福田赳夫・大平正芳・黒金泰美・内田常雄・丹羽喬四郎・灘尾弘吉・宇都宮徳馬・植木庚子郎・加藤精三・山崎巌・今松治郎・重政誠之・町村金五・古井喜実など）。衆議院海外引揚及遺家族援護特別委員長、郵政政務次官、通商産業政務次官などを歴任し、1971年7月、第3次佐藤内閣改造内閣の郵政大臣に就任。その後、衆議院逓信委員長、衆議院ロッキード問題調査特別委員長などを歴任する。
1976年11月、勲一等旭日大綬章を受章。1980年12月3日死去。享年74。1981年、日田市名誉市民に選定される。歿時、叙・正三位、賜・銀杯一組（菊紋）。住所は大分県日田市豆田町。

## 家族・親族
広瀬家
- 父・貞治[1]
- 長男・貞雄[1]（1933年 - 2020年、富士紡績社長）
- 二男・道貞[1]（テレビ朝日会長、日本民間放送連盟会長、1934年 - ）
- 四男・勝貞[1]（通商産業事務次官、元大分県知事、1942年 - ）
- 五男・興貞[1]（興銀証券常務）